# Bjelotići
Bjelotići (en serbe cyrillique : Бјелотћи) est un village de Serbie situé sur le territoire de la Ville d'Užice, district de Zlatibor. Au recensement de 2011, il comptait 185 habitants.

## Démographie
| 1948 | 1953 | 1961 | 1971 | 1981 | 1991 | 2002 | 2011 |
| ---- | ---- | ---- | ---- | ---- | ---- | ---- | ---- |
| 365  | 369  | 350  | 301  | 277  | 262  | 261  | 185  |

|  |